# Baoudi
Baoudi est une localité de l'Extrême-Nord du Cameroun, située à proximité de la frontière avec le Tchad. Elle dépend de la commune de Moulvoudaye et du département de Mayo-Kani.

## Géographie

### Localisation
Baoudi se situe à proximité de Moulvoudaye (au sud de Moulvoudaye en passant par la route Maroua-Moulvoudaye puis route auto vers le village)

## Population
En 1975, le village comptait 280 habitants, principalement des Toupouri et des Foulbé (ou Peuls) (172 Toupouri pour 108 Foulbé).